# 도미닉 (프로레슬러)

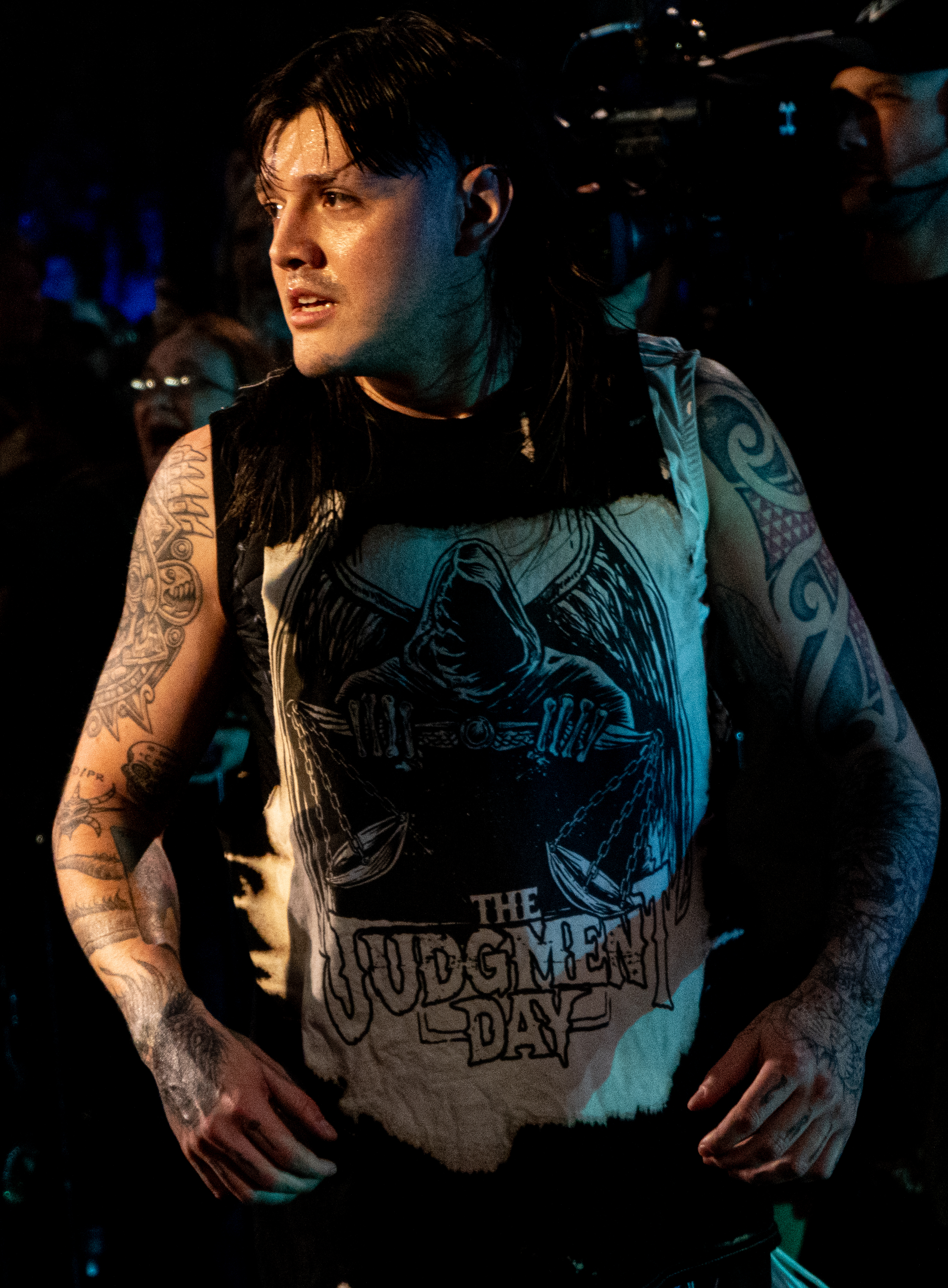
2024년 모습

도미닉 오스카르 구티에레스(Dominik Óscar Gutiérrez, 1997년 4월 5일 ~ )는 미국의 프로레슬링 선수이다. 그는 WWE와 계약하여 러 브랜드에서 링 네임 도미닉 미스테리오로 활동하며 더 저지먼트 데이 스테이블의 멤버이다. 그는 현재 WWE 인터콘티넨털 챔피언십의 첫 번째 챔피언이다. 미스테리오는 전직 두 차례의 WWE NXT 노스 아메리칸 챔피언이다.
구티에레스는 아버지 레이 미스테리오와 큰삼촌 레이 미스테리오 Sr에 이어 3대째 프로레슬링 선수이다. 그는 어린 시절 아버지의 경기를 보기 위해 WWE 이벤트에 참석하면서 평생 레슬링 주변에 있었다. 2005년 8세 때 처음으로 직접적으로 관여하게 되었는데, 이는 아버지와 에디 게레로가 법적 양육권을 두고 싸우는 스토리라인이었다. 이후 2017년부터 훈련을 시작했고 2019년에는 아버지와 함께 WWE 텔레비전에 출연하기 시작했다. 이듬해에는 세스 롤린스와 대립을 시작했는데, 이는 그해 서머슬램에서의 데뷔 경기에서 패배로 끝났다. 이후 아버지와 태그팀을 결성하여 스맥다운 태그팀 챔피언십을 한 차례 획득하며 WWE 역사상 최초로 아버지와 아들 태그팀이 태그팀 챔피언십을 획득하게 되었다. 그는 2022년 아버지를 배신하고 악당 스테이블 더 저지먼트 데이에 가입했으며, 레슬매니아 39와 40에서 아버지와 대결했지만 패배했다. 미스테리오는 레슬매니아 41에서 핀 베일러, 펜타곤 주니어, 그리고 현 챔피언인 브론 브레이커를 꺾고 인터콘티넨털 챔피언십을 획득했다.

## 어린 시절
도미닉 구티에레스는 1997년 4월 5일에 태어났다. 멕시코계 미국인 혈통으로, 그는 앤지와 오스카르 구티에레스의 아들로, 오스카르는 레이 미스테리오로 더 잘 알려져 있다. 그에게는 알리야 구티에레스라는 여동생이 있다.
구티에레스는 샌디에고에 있는 호라이즌 크리스천 아카데미를 졸업했는데, 그곳에서 학교 미식축구 팀에서 세이프티 포지션으로 뛰었고, 출라비스타에 있는 사우스웨스턴 칼리지에서 몇 학기 동안 다녔다.

## 프로레슬링 경력

### 월드 레슬링 엔터테인먼트 / WWE (2003–현재)

#### 초기 출연 (2003, 2005, 2006, 2010)
프로레슬링 선수가 되기 전에 구티에레스는 여러 차례 WWE 이벤트에 가서 아버지를 만났다. 그는 2003년 6월 5일자 스맥다운!의 애너하임 관중석에 있었는데, 그곳에서 그의 아버지는 맷 하디로부터 WWE 크루저웨이트 챔피언십을 획득했다. 그는 스맥다운!이 방영을 마칠 때 링에서 아버지와 함께 축하했다. 그는 2005년 여름에 아버지와 에디 게레로 간의 스토리라인의 일부로 첫 번째 스토리라인을 가졌는데, 그 두 라이벌은 그를 양육하기 위해 싸웠다. 스토리라인 동안 게레로는 자신이 도미닉의 친아버지라고 주장했다. 8월 21일, 미스테리오는 서머슬램에서 도미닉의 양육권을 위한 래더 매치에서 게레로를 꺾었다. 그는 2006년에 두 차례 더 출연했는데, 처음은 레슬매니아 22에서 앤지와 알리야와 함께 아버지가 처음으로 월드 헤비웨이트 챔피언십을 획득하는 것을 지켜봤고, 두 번째는 9월 15일자 스맥다운! 에피소드에서 아버지와 Mr. 케네디가 싸우는 것을 백스테이지에서 지켜봤다. 그는 2010년 3월 12일자 스맥다운! 에피소드에서 다시 한 번 출연했는데, 이번에는 레이 미스테리오와 스트레이트 엣지 소사이어티 (CM 펑크, 루크 갤로스, 세리나 디브) 간의 대립 중이었다.

#### 미스테리오스 (2019–2022)

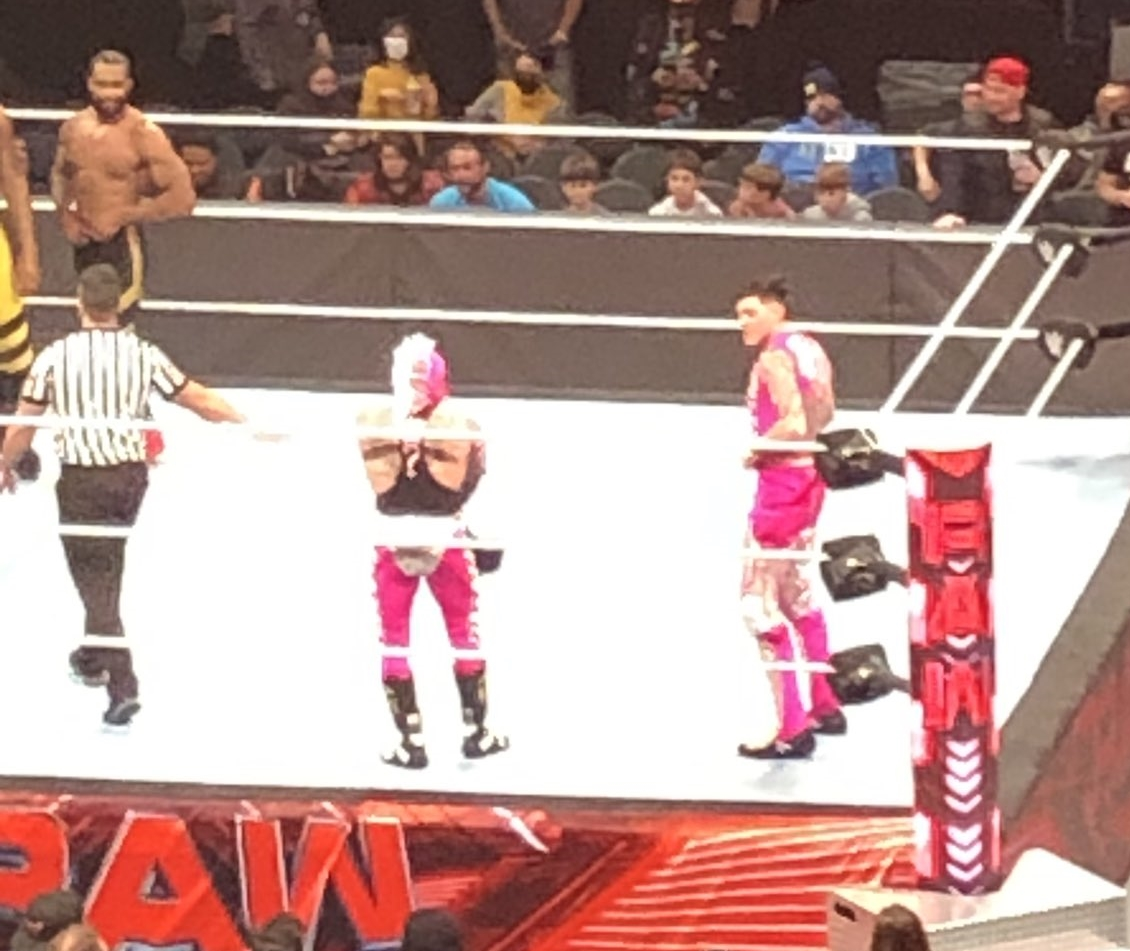
2021년 12월 스트리트 프로피츠와 태그팀 매치 중인 더 미스테리오스

2018년, 구티에레스는 제이 리설과 아버지와 함께 프로레슬링 선수가 되기 위한 훈련을 시작했다. 2019년 3월 19일자 스맥다운 라이브 에피소드에서 도미닉은 아버지 레이 미스테리오와 함께 출연했으며, 레이는 4월 7일 레슬매니아 35에서 사모아 조와 WWE 유나이티드 스테이츠 챔피언십 경기를 가질 것이라고 발표했다. 그는 4월부터 6월까지 Raw에 다시 한 번 출연했는데, 이는 미스테리오와 조 간의 대립 중이었다. 다음 몇 달 동안 그는 아버지의 스토리라인과 경기에 관여했으며, 11월 24일 서바이버 시리즈에서 브록 레스너와의 WWE 챔피언십 경기에서 레이의 간섭을 포함했다.
2020년 5월, 레이와 도미닉은 세스 롤린스와 머피와 대립했는데, 이는 8월 23일 서머슬램에서 도미닉의 첫 번째 경기로 이어졌으며, 그곳에서 그는 스트리트 파이트에서 롤린스에게 패배했다. 8월 30일 페이백에서 도미닉과 레이는 롤린스와 머피를 꺾고 WWE에서 첫 승리를 거두었다. 다음 에피소드 Raw에서 도미닉은 클래시 오브 챔피언스에서 WWE 챔피언십 트리플 스렛 매치 예선에서 롤린스에게 패배했다.
10월 2020 드래프트의 일환으로 도미닉은 스맥다운 브랜드로 드래프트되었다. 11월 22일 서바이버 시리즈에서 도미닉은 듀얼 브랜드 배틀 로열에서 우승하지 못했다. 2021년 1월 31일 로얄 럼블에서 그는 #21번으로 첫 로얄 럼블 매치에 참가하여 해피 코빈을 제거했지만 보비 래슐리에게 제거되었다. 도미닉은 레이와 팀을 맺기 시작했으며, 4월 9일 레슬매니아 에디션 스맥다운에서 스트리트 프로피츠, 오티스와 채드 게이블, 그리고 챔피언인 돌프 지글러와 로버트 루드와 스맥다운 태그팀 챔피언십을 놓고 맞붙었지만 챔피언이 타이틀을 방어하면서 패배했다. 5월 16일 레슬매니아 백래쉬에서 그들은 지글러와 루드로부터 타이틀을 획득하며 도미닉의 WWE 첫 챔피언십이 되었고, 그와 레이는 WWE 역사상 첫 번째 아버지와 아들 태그팀 챔피언이 되었다. 7월 18일 머니 인 더 뱅크에서 더 미스테리오스는 디 우소스에게 타이틀을 잃으며 63일간의 챔피언십을 마감했다. 8월 21일 서머슬램에서 타이틀 리매치가 열렸는데, 더 미스테리오스는 우승하지 못했다.
2021 드래프트의 일환으로 레이와 도미닉은 Raw 브랜드로 드래프트되었다. 10월 25일자 Raw 에피소드에서 도미닉은 오스틴 시어리에게 패배했다. 다음 주 11월 1일자 Raw 에피소드에서 그의 아버지 레이는 시어리의 얼굴을 때린 후 심판인 로드 자파타가 그를 붙잡고 종을 울린 후 실격으로 시어리에게 패배했다. 2022년 1월 29일 로얄 럼블에서 도미닉은 #14번으로 참가했지만 곧바로 해피 코빈에게 제거되었다. 2월 21일자 Raw 에피소드에서 더 미즈는 소셜 미디어 유명인사인 로건 폴을 파트너로 삼아 레슬매니아 38에서 태그팀 경기를 하자고 더 미스테리오스에게 도전했고, 그들은 수락했다. 4월 2일 행사 첫날, 도미닉과 레이는 미즈와 폴에게 패배했다. 6월 27일자 Raw 에피소드에서 더 미스테리오스는 머니 인 더 뱅크 예선 배틀 로열에 참가했는데, 이는 리들이 우승했다.

#### 더 저지먼트 데이 (2022–현재)

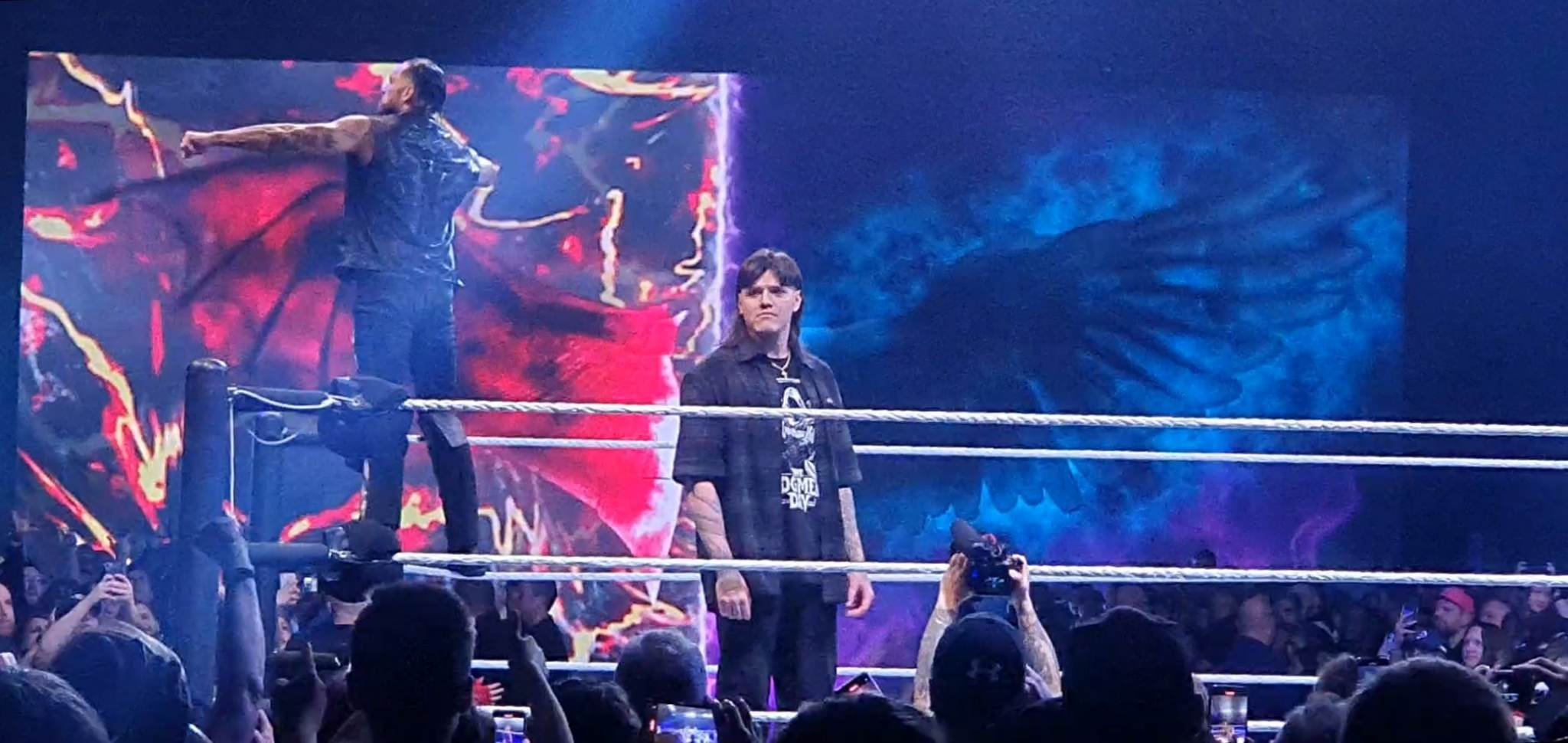
미스테리오는 2022년 9월 더 저지먼트 데이에 합류했다.

2022년 여름, 더 미스테리오스는 더 저지먼트 데이 (핀 베일러, 데미안 프리스트, 리아 리플리)와 대립을 시작했는데, 이들은 도미닉을 그룹에 영입하고 아버지를 배신하게 만들려고 시도했다. 7월 30일 서머슬램에서 더 미스테리오스는 복귀한 에지, 더 저지먼트 데이의 전 리더의 간섭으로 베일러와 프리스트를 꺾었다. 다음 에피소드 Raw에서 언디스퓨티드 WWE 태그팀 챔피언십 경기에서 패배한 후, 더 저지먼트 데이는 도미닉과 레이를 공격했다. 에지가 그들을 구하기 위해 나왔지만, 에지는 실수로 도미닉에게 스피어를 날렸다. 다음 주, 도미닉은 에지와 맞서고 그를 밀쳤다. 그날 밤 늦게, 레이와 베일러의 경기 중, 리플리가 나타나 피 흘리고 멍든 도미닉을 쓰러뜨리며 베일러가 경기를 이길 수 있도록 레이의 주의를 돌렸다. 도미닉은 9월 3일 클래시 앳 더 캐슬에서 베일러와 프리스트와의 경기에서 레이와 에지를 동반했고, 이 경기에서 에지와 레이가 승리했다. 경기 후, 도미닉은 에지에게 로우 블로우를 날리고 레이에게 라리아트를 날려 그의 경력에서 처음으로 악역으로 돌아섰다. 다음 에피소드 Raw에서 도미닉은 공식적으로 더 저지먼트 데이에 합류하여 그룹이 에지와 레이를 공격하는 것을 도왔다.
더 저지먼트 데이의 일원으로 도미닉은 리플리와 함께 에디 게레로의 라티노 히트를 모방한 기믹을 취했고, 리플리는 자신을 도미닉의 "맘미"라고 불렀다. 다음 달, 도미닉은 아버지가 레슬링을 거부하자 아버지와 대립했다. 추수감사절에 도미닉과 리플리가 미스테리오의 가족을 공격하는 세그먼트 동안, 그는 경찰에 체포된 후 캐릭터가 바뀌었다. 도미닉은 또한 "세상에서 가장 위험한 사람들과 함께 감옥에서 시간을 보냈다"고 주장하지만 실제로는 거리의 신뢰성이 부족한 오만한 청년의 기믹을 조정했다. 아버지와의 대립은 1월 28일 로얄 럼블까지 이어졌는데, 도미닉은 아버지의 마스크를 쓰고 등장했다. 도미닉과 베일러는 조니 가가노를 제거했지만 결국 우승자인 코디 로즈에게 제거되었다. 리플리가 여자 로얄 럼블 경기에서 우승하고 스맥다운 여자 챔피언십에 도전하기로 결정하면서, 더 저지먼트 데이는 스맥다운에 출연하기 시작했고, 따라서 도미닉은 다시 레이를 괴롭히기 시작했다. 3월 13일 Raw 에피소드에서 도미닉은 레슬매니아 39에서 레이에게 경기를 제안했지만, 레이는 절대 아들과 싸우지 않을 것이라고 말하며 거부했다. 3월 24일 스맥다운 에피소드에서 레이는 도미닉이 자신의 어머니와 여동생에게 무례하게 대하자 그를 공격하며 도미닉의 도전을 수락했다. 4월 1일 레슬매니아 39 첫날, 레이는 새로 결성된 라티노 월드 오더와 배드 바니의 간섭으로 도미닉을 꺾었다.
7월에 그는 "더티" 도미닉 미스테리오로 활동하기 시작했다. 7월 17일자 Raw 에피소드에서 도미닉과 프리스트는 케빈 오언스와 새미 제인으로부터 언디스퓨티드 WWE 태그팀 챔피언십을 획득하지 못했다. 다음 날 밤 NXT에서 도미닉은 웨스 리를 꺾고 NXT 노스 아메리칸 챔피언십에서 그의 첫 싱글 타이틀을 획득했으며, 베일러, 프리스트, 리플리의 간섭으로 리의 기록적인 269일간의 타이틀 통치를 마감했다. 다음 에피소드 스맥다운에서 도미닉은 브롤링 브루츠의 부치를 꺾고 타이틀을 방어했다. 그 과정에서 도미닉은 같은 주에 Raw, NXT, 스맥다운의 메인 이벤트에서 레슬링한 WWE 역사상 첫 번째 선수가 되었다. 다음 에피소드 Raw에서 도미닉은 새미 제인을 상대로 타이틀을 성공적으로 방어했다. 7월 30일 NXT 더 그레이트 아메리칸 배쉬에서 도미닉은 리와 무스타파 알리를 상대로 트리플 스렛 매치에서 타이틀을 성공적으로 방어했다. 8월 8일자 NXT 에피소드에서 도미닉은 드래곤 리를 상대로 타이틀을 유지했다. 9월 2일 페이백에서 도미닉은 베일러와 프리스트가 케빈 오언스와 새미 제인으로부터 언디스퓨티드 WWE 태그팀 챔피언십을 획득하고 리플리가 위민스 월드 챔피언십을 라켈 로드리게스를 상대로 방어하는 것을 도왔다. 9월 25일 Raw 에피소드에서 도미닉은 드래곤 리를 꺾고 타이틀을 유지했다. 9월 30일 NXT 노 머시에서 도미닉은 트릭 윌리엄스에게 타이틀을 잃으며 첫 통치 74일을 마감했지만 3일 후 NXT에서 타이틀을 되찾아 조니 가가노와 카멜로 헤이즈에 이어 세 번째로 타이틀을 두 번 이상 획득한 선수가 되었다. 다음 에피소드 NXT에서 도미닉은 윌리엄스의 간섭으로 일리야 드라구노프에게 NXT 챔피언십 경기에서 패배했다. 10월 31일 NXT 핼러윈 헤이븐 2일차에서 도미닉은 네이선 프레이저를 상대로 타이틀을 성공적으로 방어했다. 11월 25일 서바이버 시리즈 워게임스에서 도미닉은 더 저지먼트 데이(JD 맥도나 포함) 및 드루 매킨타이어와 함께 그의 첫 워게임스 매치에 참가하여 코디 로즈, 제이 우소, 세스 "프리킨" 롤린스, 새미 제인, 그리고 복귀한 랜디 오턴을 상대로 패배했다. 12월 9일 NXT 데드라인에서 도미닉은 드래곤 리에게 NXT 노스 아메리칸 챔피언십을 잃으며 두 번째 통치 67일을 마감했다. 2024년 1월 27일, 도미닉은 2024 로얄 럼블 남자 경기에 9번으로 참가하여 카멜로 헤이즈와 브론 브레이커를 제거했지만 CM 펑크에게 제거되었다. 4월 6일 레슬매니아 40 1일차에서 도미닉은 레가도 델 판타스마의 산토스 에스코바르와 팀을 맺어 아버지 레이와 안드라데를 상대로 레인 존슨과 제이슨 켈시의 간섭 후 패배했다.

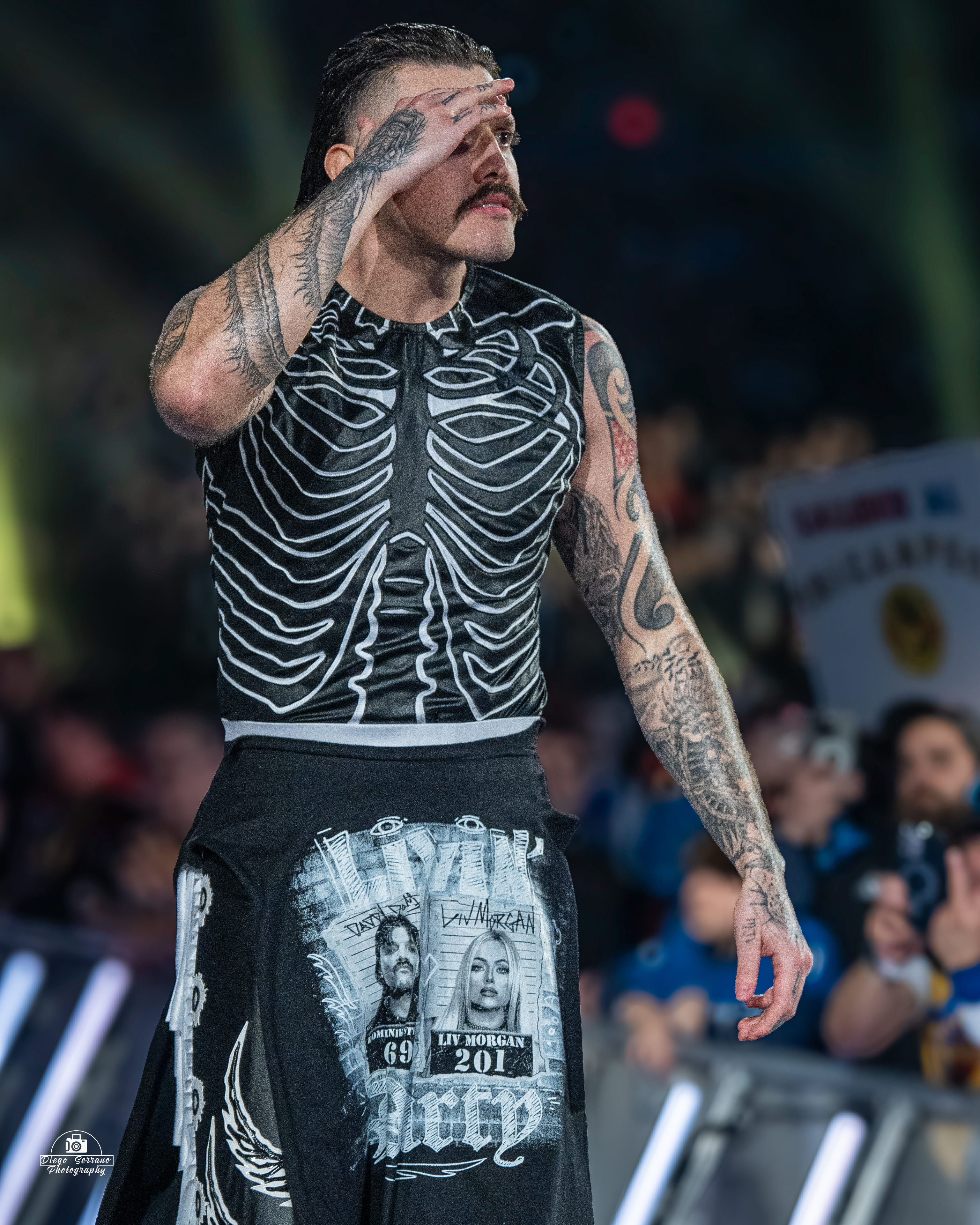
2025 로얄 럼블에서의 미스테리오.

4월 15일자 Raw 에피소드에서 도미닉은 안드라데와의 경기 중 팔꿈치 부상을 입었고, "6~8주 정도" 출전이 불가능할 것으로 예상되었다. 이 기간 동안 그는 리브 모건과 스토리라인을 시작했으며, 5월 25일 킹 앤 퀸 오브 더 링에서 베키 린치를 꺾고 위민스 챔피언십을 획득하도록 실수로 도왔다. 다음 에피소드 Raw에서 린치가 타이틀을 되찾는 것을 돕기 위해 도미닉은 다시 그녀와 모건의 경기에 간섭했다. 그러나 모건은 타이틀을 유지했고, 그 후 도미닉에게 키스했다. 다음 몇 주 동안 Raw에서 리아 리플리로부터 모든 것을 빼앗으려는 계획의 일부로 모건은 그를 유혹하기 위해 계속 도미닉에게 추파를 던졌다. 7월 8일자 에피소드에서 그들은 레이 미스테리오와 젤리나 베가와 팀을 맺어 맞붙었다. 도미닉은 그의 아버지에게 핀폴 승리를 거두며 그의 레슬링 경력에서 처음으로 아버지를 꺾었고, 그 후 모건에게 거의 키스할 뻔했지만 복귀한 리플리에게 방해를 받았다. 도미닉은 7월 22일자 Raw 에피소드에서 모건을 공개적으로 싫어한다고 말하며 그녀를 울게 만들어 리플리의 신뢰를 되찾을 수 있었지만, 겨우 2주 후 서머슬램에서 모건이 타이틀을 유지하도록 도왔고 결국 리플리를 배신했다. 도미닉과 모건은 이후 스크린상 커플이 되었다. 그들은 배쉬 인 베를린에서 혼성 태그팀 매치에서 리플리와 프리스트를 상대로 패배했다. 배드 블러드에서 도미닉은 모건과 리플리 간의 타이틀 리매치 동안 샤크 케이지에 매달려 있었는데, 그곳에서 리플리가 케이지에서 매달린 그를 공격했다. 2025 로얄 럼블에서 도미닉은 본 경기에 26번으로 참가했지만 곧바로 프리스트에게 제거되었다. 2025년 3월, 그의 링 네임은 도미닉 미스테리오로 되돌려졌다.
다음 몇 달 동안 그는 인터콘티넨털 챔피언십을 차지하려는 베일러를 지지했지만, 그들 사이의 긴장감은 커졌다. 레슬매니아 41 2일차에서 도미닉은 베일러, 펜타, 그리고 현 챔피언 브론 브레이커를 페이탈 포 웨이 매치에서 베일러를 핀폴하며 꺾고 타이틀을 획득했으며, 메인 로스터에서 그의 첫 싱글 챔피언십이 되었고 그 타이틀을 획득한 세 번째 아버지와 아들 팀의 일부가 되었다. 다음 날 밤 Raw에서 도미닉은 칼리토와 복귀한 맥도나의 도움으로 펜타를 상대로 첫 타이틀 방어전에서 성공적으로 타이틀을 방어했다.

## 사생활
미스테리오는 오랫동안 사귄 여자친구 마리 줄리엣과 2024년 3월 6일에 결혼했다.

## 챔피언십 및 업적
- ESPN

미스테리오는 한 차례 현 WWE 인터콘티넨털 챔피언십 챔피언이다.

  - 2024년 30세 미만 프로 레슬러 30명 중 1위[82]
- 뉴욕 포스트
  - 올해의 파벌 (2023) 더 저지먼트 데이의 일원으로서[83]
- 프로레슬링 일러스트레이티드
  - 신인상 (2020)[84]
  - 올해의 파벌 (2023) 더 저지먼트 데이의 일원으로서
  - 올해의 가장 혐오스러운 선수 (2023, 2024)
  - PWI 500 싱글 레슬러 상위 500명 중 69위 (2024)[85]
- WWE
  - WWE 인터콘티넨털 챔피언십 (1회, 현)
  - NXT 노스 아메리칸 챔피언십 (2회)[86]
  - WWE 스맥다운 태그팀 챔피언십 (1회) – 레이 미스테리오와 함께[87]
  - 슬래미상 (3회)
    - 올해의 파벌 (2024) – 더 저지먼트 데이의 일원으로서
    - 올해의 악당 (2024)
    - 올해의 악당 (2025) – 리브 모건과 함께